# Philipp Lenard
Philipp Eduard Anton von Lénárd (7 tháng 6 năm 1862 ở Pressburg (ngày nay là Bratislava), Áo-Hung – 20 tháng 5 năm 1947 ở Messelhausen, Đức) là một nhà vật lý học người Hung-Đức đoạt giải Nobel Vật lý năm 1905 nhờ những nghiên cứu về tia âm cực và khám phá nhiều đặc tính của tia này. Ông cũng là người đề xuất tư tưởng Nazi.

## Tiêu sử
Philipp Lenard sinh ra ở Pressburg (ngày nay là Bratislava, Slovakia), Áo-Hung vào ngày 7 tháng 7 năm 1862. Ông theo học các thầy Bunsen và Helmholtz, và nhận bằng tiến sĩ năm 1886 tại Đại học Heidelberg.